# Amstelveen

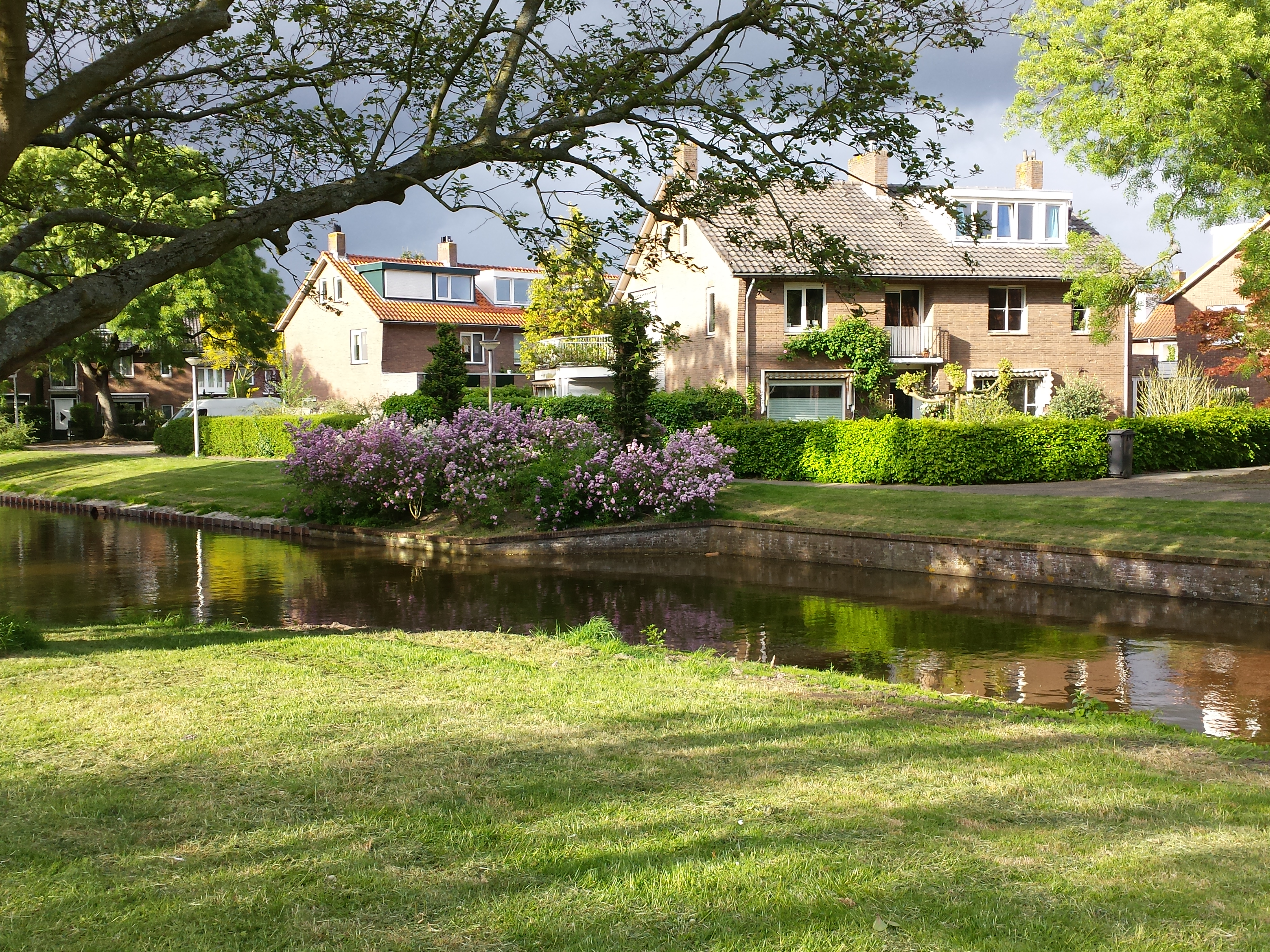
Elsrijk, na cidade de Amstelveen, nos Países Baixos.

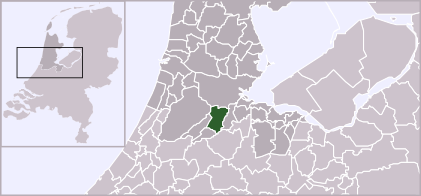
Localização de Amstelveen.

Amstelveen (na pronúncia em neerlandês: [ˌɑmstəlˈveːn]) é um município localizado na província de Holanda do Norte, nos Países Baixos. Esta cidade faz parte da região metropolitana da capital do país, Amsterdã. Segundo o censo mais recente, realizado em agosto de 2017, sua população é de 89 918 habitantes. 
O município de Amstelveen consiste, geograficamente, nas aldeias históricas de Bovenkerk e Nes aan de Amstel. Além disso, os seguintes bairros foram construídos recentemente, assim como o Centro de Amstelveen (em neerlandês: Amstelveen Stadshart): Westwijk, Bankras-Kostverloren, Groenelaan, Waardhuizen, Middenhoven, Randwijk, Elsrijk e Keiser Karelpark. 
O nome Amstelveen vem do Amstel, assim como a nomenclatura Amsterdam, que é a denominação de um rio local. Por sua vez, veen, que significa turfa. A Companhia Aérea Real Neerlandesa (em inglês: KLM Royal Dutch Airlines), conhecida pela sigla KLM, tem sua sede em Amstelveen. Este município abriga o escritório internacional de uma das quatro grandes empresas de contabilidade do mundo, a KPMG. Atualmente, a cidade de Amstelveen é mais conhecida pelo seu Museu de Arte Moderna.